# Eva Henning
Eva Henning, nata Eva Wetlesen (Newark, 10 maggio 1920 – Oslo, 18 aprile 2016), è stata un'attrice svedese.

## Vita privata
In prime nozze si è sposata con Jochum Beck-Friis. Dal 1946 al 1953 (divorzio) è stata sposata con Hasse Ekman. Nel 1954 si è sposata con  Toralv Maurstad da cui ha divorziato nel 1970. Ha avuto tre figli; una con Ekman e due con Maurstad.

## Filmografia parziale
- General von Döbeln, regia di Olof Molander (1942)
- L'impossibile amore (Elvira Madigan), regia di Åke Ohberg (1943)
- Ture Sventon - Privatdetektiv, regia di Pelle Berglund (1972)